# 이영근 (1924년)
이영근(李永根, 1924년 2월 4일 ~ 2020년 5월 25일)은 대한민국의 군인 출신 정치인이다. 제7·9·10대 국회의원을 지냈다.

## 이력
그는 육군사관학교 제8기 졸업생으로 김종필과 동기생이며, 5·16 군사정변 때 육군본부 정보참모부 전략정보과에 근무하면서 중앙정보부 창설에 주도적으로 참여했다.

## 학력
- 1943년 : 오산고등보통학교 졸업
- 1944년 : 만주국 하얼빈 의과대학 의학부 2년 중퇴
- 1945년 : 평양의학전문학교 4년 중퇴
- 1949년 : 대한민국 육군사관학교 8기
- 1951년 : 대한민국 육군공병학교 졸업
- 1952년 : 미국 육군보병학교 졸업
- 1955년 : 국제대학교 화학과 이학사
- 1957년 : 대한민국 육군보병학교 졸업
- 1958년 : 대한민국 육군포병학교 졸업
- 1960년 : 대한민국 육군대학 졸업
- 1965년 : 대한민국 국방대학원 행정학 석사

## 약력
- 평안남도 안주농업전문학교 교원
- 육군 대령 예편
- 중앙정보부 행정차장
- 1967년 ~ 1971년 : 제7대 국회의원 (민주공화당)
- 1972년 ~ 1973년 : 국무총리 비서실장
- 1973년 ~ 1979년 : 제9대 국회의원 (유신정우회)
- 유신정우회 원내총무
- 한중의원 연맹회장
- 1979년 ~ 1980년 : 제10대 국회의원 (유신정우회)
- 국회 건설분과위원회 위원장
- 평안북도 도민회 고문
- 정주군민회 고문
- 오산(五山)학교 동창회장
- 대한민국헌정회 부회장
- 박정희대통령기념사업회 상임이사
- 민족중흥회 부회장 겸 사무총장
- 대한민국헌정회 원로위원
- 학교법인 五山학원 이사장

## 상벌
- 화랑무공훈장
- 충무무공훈장
- 황조근정훈장

## 가족 관계
- 배우자 : 차순옥 (1927년 ~ 2017년 3월 14일)
  - 딸 : 이혜정
  - 외손 : 노덕일

## 역대 선거 결과
|  | 50.6% |

|  | 0% |

|  | 0% |